# Quart Doctor
El Quart Doctor és la quarta encarnació del protagonista de la longeva sèrie britànica de ciència-ficció de la BBC Doctor Who. Va ser interpretat per Tom Baker durant set anys consecutius de 1974 a 1981, i roman com l'encarnació més longeva en pantalla de la història de la sèrie, comptant tant la sèrie clàssica com la moderna.
En la narrativa de la sèrie, el Doctor és un alienígena de segles d'edat de la raça dels senyors del temps del planeta Gallifrey que viatja en el temps i l'espai en la seva TARDIS, freqüentment amb acompanyants. Quan el Doctor és ferit mortalment, pot regenerar el seu cos, canviant en el procés la seva aparença física i la seva personalitat.

## Visió del Doctor
El Quart Doctor aparèixer en 172 episodis (179 comptant la regeneració a Planet of the Spiders i la inacabada Shada) en un període de set anys, de 1974 a 1981. Això li fa el Doctor en pantalla més longeu d'ambdues sèries. També va aparèixer en els especials The Five Doctors de 1983 (mitjançant imatges d'arxiu inèdites de Shada) i va fer la seva aparició final en l'especial benèfic de 1993 Dimensions in Time (sense explicar una campanya publicitària a Nova Zelanda el 1997).
Aquesta encarnació és generalment considerada el més recognoscible dels Doctors i un dels més populars, especialment als Estats Units. En les enquestes llançades per Doctor Who Magazine, Tom Baker ha perdut la categoria de "Millor Doctor" només tres vegades: una contra Sylvester McCoy (el Setè Doctor) el 1990, i dos contra David Tennant (el Desè Doctor) en 2009. L'estil excèntric de parlar i vestir del Doctor -particularment la seva icònica llarga bufanda i la seva adoració per les gominoles el van convertir en una figura instantàniament reconeixible, i ràpidament va capturar la imaginació dels espectadors. El productor Philip Hinchcliffe solia dir que l'aparença de la Cambra Doctor bohèmia i anti-sistema li agradava als estudiants majors universitaris. El temps del Quart Doctor va veure un impuls significatiu de les xifres d'audiència, a una mitjana d'entre 8 i 10 milions d'espectadors només en el primer any (del 20 al 25% de tota l'audiència de la Gran Bretanya). Per 1979, les audiències anaven entre 9 i 11 milions, arribant a pics de 16,1 milions en l'episodi final de City of Death (encara que això va ser durant la vaga de tècnics de la ITV de 1979, el que significava que la BBC era l'única cadena emetent durant diverses setmanes).
També hi ha novel·les i audiodramas amb el Quart Doctor. Dos drames d'àudio amb Tom Baker donant veu al Quart Doctor daten de l'època de Baker a la televisió, ja que després sol rebutjar aparèixer en drames d'àudio des que va abandonar la sèrie. El 2009, però, es va anunciar que apareixeria en una nova sèrie d'àudio de cinc parts produïda per BBC Audio.